# Blood of Eden
Blood of Eden è il terzo singolo del musicista britannico Peter Gabriel estratto dall'album Us e pubblicato nel 1993.

## Il brano
Il brano parla di una relazione fallita tra un uomo e una donna, con riferimenti biblici ad Adamo ed Eva e al giardino dell'Eden, su un tappeto sonoro creato dalla sezione ritmica di Tony Levin e Manu Katché.
Il singolo è cantato, oltre che da Peter Gabriel, anche da Sinéad O'Connor mentre dal vivo, nel Secret World tour del 1994, i cori sono affidati a Paula Cole presente sia nell'album Secret World Live sia nel film-concerto omonimo.

## Formazione
- Peter Gabriel: voce
- Sinéad O'Connor - cori
- Tony Levin – basso
- David Rhodes – chitarra a 12 corde
- Gus Isidore – chitarra
- Daniel Lanois: hi-hat, cori
- Richard Blair e David Bottrill: programmazioni
- Shankar: violino
- Levon Minassian: duduk
- PG: tastiere
- Richard Chappell: sezione strumenti a ponte[2].

## Versioni
- 1993 – Peter Gabriel, Blood of Eden, 45gg, Virgin, Real World Real World Records – 7243 8 91822 7 9, Virgin – PGS 9, Regno Unito, prodotto da Lanois, Gabriel[3]. Questa versione contiene i brani seguenti:

1. "Blood Of Eden (Album Version)" — 6:35
2. "Mercy Street" — 8:00.

- 1993 – Peter Gabriel, lood of Eden, CD, Virgin, Real World Real World Records – PGSDG 9, Virgin – 7243 8 91822 2 4, Regno Unito, Europa, prodotto da Lanois, Gabriel[4]. Questa versione contiene i brani seguenti:

1. "Blood Of Eden (Album Version)" — 6:35
2. "Mercy Street" — 8:00
3. "Blood Of Eden (Special Mix For Wim Wenders' "Until The End Of The World")" — 6:15.